# وادي نيني
وادنيني بلدية من بلديات ولاية أم البواقي حيث تقع هذه الأخيرة في أقصى جنوب عاصمة الولاية. تحدها من الشرق بلدية عين الطويلة التابعة إدرايا لولاية خنشلة ومن الجنوب ولاية خنشلة، أما من الجهة الغربية تحدها بلدية أمتوسة التابعة هي أيضا من حيث التقسيم الإداري لولاية خنشلة، أما من الشمال فتحدها بلدية أفكرينة وبلدية عين البيضاء. تعتبر بلدية وادي نيني من أهم المدن في الولاية التي تشتهر بالفلاحة حيث تتميز بخصوبة أراضيها الشاسعة والسهلية التي تقع شمال المدينة. كما هناك مرتفعات جبلية في الجهة الجنوبية والتي تعتبر غير صالحة للزراعة حيث تستغل في الرعي. وهذا ما يجعل هذه البلدية مصدر رئيسي في الولاية لتوفير أنواع شتى من الخضر والفواكه والبقول. ومن أهمها القمح والشعير وثروات أخرى كاللحوم الحمراء والبيضاء